# 邹炎
邹炎（1927年7月23日—1992年11月6日），山东省福山县人，中国人民解放军空军将领。

## 生平
早年随父闯关东到哈尔滨做生意，后担任汽车修理工，由于日军进犯，他跟着父亲回到山东老家。1945年12月，参加了中国共产党创办的山东大学青年训练班学习，参加过宣传队。1946年5月1日，加入中国共产党。同年6月初，山东省选派学员迅速赴东北工作，邹炎被选中，在龙口乘木船渡渤海湾，到辽宁省庄河县登陆，然后再改乘汽车至安东。8月1日，分配到民主联军航空学校学习飞行。1948年4月，随着东北人民解放军航空学校培训规模的扩大，第2期飞行班开始训练。1949年8月毕业，编入航校飞行队。
当时，上海地区连遭到国军空军轰炸，中华人民共和国政府商请苏联派空军部队协助保卫上海地区的安全。巴基斯基中将率部于1950年2、3月间到达上海、南京、徐州等地，担负防空任务。1950年5月，中央军委决定以各航校速成班毕业的飞行员为骨干组成空军混成第4旅，于6月19日在南京宣告成立。7月25日，空军混成第4旅由徐州转驻上海龙华机场，后移驻上海大场、虹桥机场，在苏联顾问的帮助下进行改装米格-15战斗机，邹炎成为中华人民共和国首批喷气式战斗机飞行员，并担任10团射击主任。10月17日，由华东军区司令员陈毅主持，空军副司令员常乾坤、华东军区空军司令员聂凤智参加，接收了苏联巴基斯基中将所部的装备，包括38架米格-15飞机。1951年月27日，邹炎驾驶米格-15跟随编队组成搜索，遇到美军两架F-86战斗机，并成功击落一架战斗机。1952年2月5日，他再次击伤一架F-86战斗机；4月24日，击伤一架F-80战斗机。1953年3月，经过休整的空四师重回朝鲜战场，转场大孤山机场，邹炎升任空4师10团团长，率领八架米格-15比斯，与22架美军飞机在高空作战，美军被摧毁四架、志愿军被摧毁两架。朝鲜战争中，立一等功，获“二级英雄”称号。
1953年9月，他升任空4师副师长，分管飞行训练。1956年3月30日，空4师改称中国人民解放军空军第1师，师辖第1、2、3团，邹炎担任空军第1师首任师长。1966年3月3日至1969年3月1日，担任中国人民解放军空军第二军军长。1969年3月至1973年5月，担任中国人民解放军沈阳军区空军副司令员。1973年5月至1977年2月，担任中国人民解放军空军副司令员、中国共产党中国人民解放军空军委员会常务委员。1984年4月，离职休养。1992年11月6日，在北京逝世，享年65岁。